# バルサザール・ガービアー

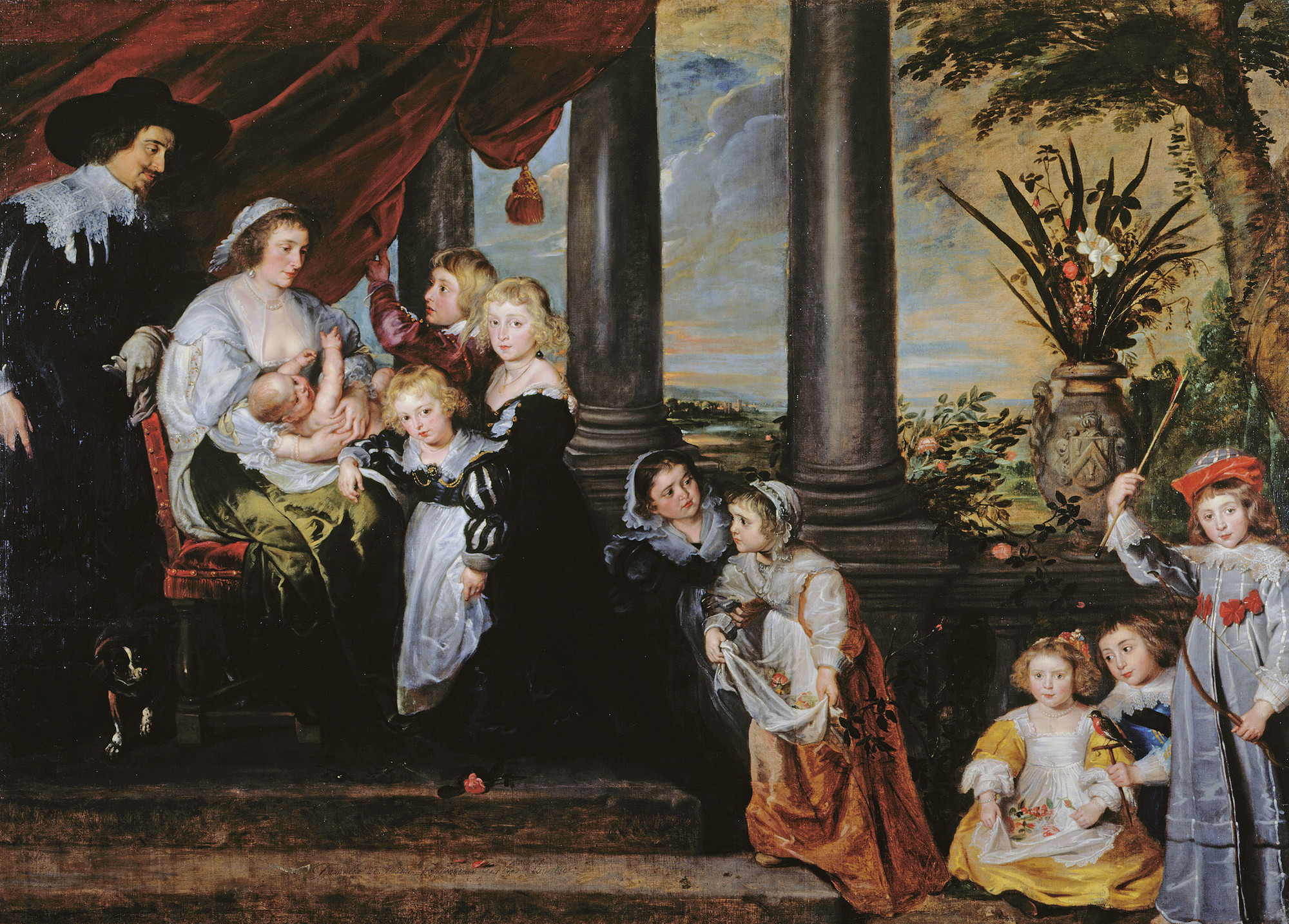
ピーテル・パウル・ルーベンス作ともされるバルサザール・ガービアーの家族の集団肖像画

サー・バルサザール・ガービアー（Balthazar Gerbier、1592年2月23日 - 1663年）は、ゼーラント州ミデルブルフ出身のオランダ人建築家。主に英国で活躍した。建築家であると同時に宮廷人、外交官、細密画家、パンフレット作者でもあった。
オランダ共和国で生まれたが、1616年に英国に移住したユグノー教徒であり、作家としては、ロンドンのヴィクトリア・エンバンクメント・ガーデンのヨーク水門（1626年）を設計したというのは確証されているが、今日まで彼の手によるものとして残されている作品は他にはない。

## 作品

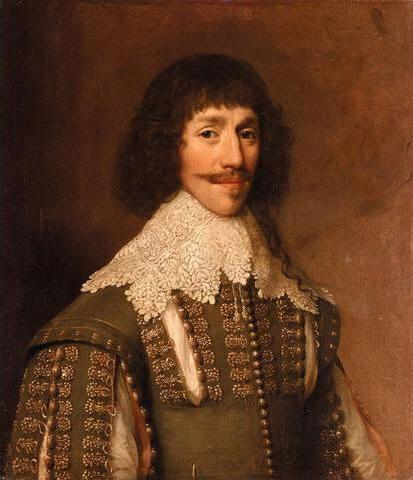
「男性の肖像画」(1949/1952) 個人蔵